# Polski Związek Sportowy Cheerleadingu
Polski Związek Sportowy Cheerleadingu (oficjalny skrót PZSC) – ogólnopolski związek sportowy, zajmujący się rozwojem i promocją cheerleadingu w Polsce. Ma za zadanie powołać i przygotować Kadrę Narodową na Mistrzostwa Europy, Mistrzostwa Świata, Igrzyska Paraolimpijskie oraz Igrzyska Olimpijskie. Polski Związek Sportowy Cheerleadingu jest członkiem Międzynarodowej Federacji Cheerleadingu (ICU).

## Historia

### Pierwsze lata
Początek cheerleadingu w Polsce to 1988 r., w którym w Warszawie powstał pierwszy zespół cheerleaders. Założycielami byli Ruta i Edward Krajewscy. Dzięki pomocy byłego prezesa Światowej Federacji Cheerleaders Krajewscy uzyskali informacje nt. funkcjonowania zespołów oraz ich tworzenia.
W 1997 r. Edward Krajewski powołał pierwszą Sekcję Cheerleaders przy Polskim Związku Koszykówki. W tym samym roku w Warszawie zorganizowano I Mistrzostwa Polski Cheerleaders – wzięło w nich udział ok. 30 zespołów w 3 kategoriach wiekowych.

### Powstanie Polskiego Stowarzyszenia Cheerleaders (PSCh)
W 2001 r. utworzono Polskie Stowarzyszenie Cheerleaders (oficjalny skrót PSCh). Założycielami byli: Ruta i Edward Krajewscy, Mikołaj Korzun, Jerzy Wojtkowiak oraz Maria Kapczyńska. Zadaniem PSCH było zrzeszenie wszystkich osób związanych z cheerleadingiem – zawodników, trenerów i sędziów. Opracowano oficjalne Przepisy Turniejowe PSCh i Przepisy Sędziowskie, z których wiele ma zastosowanie do dziś.

### Początki Polski na arenie międzynarodowej
W 2004 r. Zarząd PSCh rozpoczął negocjacje nt. wstąpienia w struktury europejskie European Cheerleading Association. W styczniu 2005 r. Polska została członkiem ECA i w lipcu tego samego roku reprezentacja uczestniczyła w Mistrzostwach Europy w Moskwie. Dostosowano też polskie Przepisy Turniejowe oraz Przepisy Sędziowskie do norm europejskich. Zmiany te opracowali członkowie wybranego w 2005 r. Zarządu Głównego PSCh: Bartosz Penkala (Prezes PSCh) oraz Anna Polatowska (odpowiedzialna za kontakty zagraniczne). Opracowali również nowy projekt szkoleniowy przy pomocy konsultantów z Finlandii, Słowenii, Wielkiej Brytanii i USA, który został skierowany do trenerów i sędziów „Polish level 1 – cheer dance”. W listopadzie 2007 r. PSCh zostało członkiem International Federation of Cheerleading, a w kwietniu 2009 r. International Cheer Union, co umożliwiło regularne delegowanie reprezentacji na Mistrzostwa Europy i Świata.
W 2015 r. PSCh zrezygnowało z członkostwa w ECA i IFC dołączając do European Cheer Union, którego członkiem jest do dziś.

### Udział Polskiej Federacji Tańca (PFT)
W powstaniu PZSC miała też udział Polska Federacja Tańca. Rok przed PSCh, w 2014 r., Polska Federacja Tańca jako pierwsza dołączyła do International Cheer Union oraz European Cheer Union. W tym samym roku zorganizowała pierwszy turniej zgodnie z przepisami European Cheer Union w 3 kategoriach tanecznych: freestyle pom, hip-hop i jazz. Po zawodach odbyło się szkolenie dla sędziów i trenerów.
W lutym 2015 r. Prezes Polskiej Federacji Tańca Piotr Patłaszyński wystosował list otwarty do trenerów zespołów cheerleaders na temat organizacji Mistrzostw Polski Cheerleaders przez PFT. Podkreślił w nim, że jedynie Polska Federacja Tańca jest członkiem ECU oraz ICU, stąd jedynie Mistrzostwa Polski organizowane przez PFT będą nominować do startu na Mistrzostwach Europy oraz Mistrzostwach Świata.

### Mistrzostwa Polski w latach 2015–2019
Do 2019 r. oba podmioty, tj. PFT oraz PSCh organizowały osobno Mistrzostwa Polski.
| Rok  | PFT               | PSCh    |
| ---- | ----------------- | ------- |
| 2015 | Karczew           | Łącko   |
| 2016 | Karczew           | Gdynia  |
| 2017 | Sosnowiec         | Łochów  |
| 2018 | Ostrów Mazowiecka | Chorzów |
| 2019 | Ostrołęka         | Kielce  |

### Powstanie Polskiego Związku Sportowego Cheerleadingu
Polski Związek Sportowy Cheerleadingu (PZSC) powstał w marcu 2018 r. z inicjatywy: Polskiej Federacji Tańca, Uczniowskiego Klubu Sportowego Duet, Uczniowskiego Klubu Tańca Sportowego Shock Dance Szczecin oraz Klubu Sportowego Grawitacja. Pierwszym Prezesem został wybrany Piotr Patłaszyński, a Członkami Zarządu byli Leszek Cichocki, Szymon Kowalewski i Andrzej Kuźnicki.

### Rok 2020 i porozumienie PZSC z PSCh
W 2020 r. oba podmioty miały zorganizować Mistrzostwa Polski osobno – PZSC w Kielnie, a PSCh w Tarnowie. Plany pokrzyżowała pandemia COVID-19.
Ostatecznie Mistrzostwa Polski Cheerleaders w 2020 r. odbyły się z ramienia PSCH w formule online, a z ramienia PZSC w Raszynie w listopadzie 2020 roku. Podczas zawodów zostało zawarte porozumienie pomiędzy PZSC, a PSCh, na mocy którego współdziałają ze sobą w celu promocji cheerleadingu w Polsce oraz współorganizują turnieje.
Również w 2020 r. powstała Komisja ds. Rozwoju Ruchu Sportowego, w skład której weszli Piotr Patłaszyński, Leszek Cichocki, Bartosz Penkala i Anna Polatowska-Zegar. Dzięki ich pracy ruszył oficjalny cykl zawodów Pucharu Polski PZSC nominujący zwycięzcę do Kadry Narodowej na Mistrzostwa Europy.

### Rok 2021
W maju w Kieleckim Teatrze Tańca zostały rozegrane Mistrzostwa Polski Cheerleaders, podczas których została wyłoniona Kadra Narodowa na Mistrzostwa Świata ICU World Cheerleading Championships 2022.
Został rozegrany pierwszy cykl Pucharu Polski PZSC, którego zwycięzcy otrzymali nominacje na Mistrzostwa Europy 2022. Rywalizacja odbyła się w 4 turniejach: w Karczewie, w Łochowie, w Busku-Zdroju oraz w Kielcach.
We wrześniu Kadra Narodowa wzięła udział w nagraniach do Mistrzostw Świata Cheerleaders – ICU Worlds 2021, które odbywały się w formule online w październiku. Również w październiku zostało zorganizowane szkolenie na trenera oraz asystenta trenera na poziomie Basic, w którym wzięło udział 61 uczestników oraz Intermediate, w którym wzięło udział 49 uczestników.
W grudniu PZSC zorganizowało wydarzenie „Jesień dla seniora 60+” dzięki dofinansowaniu Miasta Stołecznego Warszawy. Miało ono na celu wsparcie i popularyzację aktywności wśród seniorów.

### Rok 2022
Na początku kwietnia w Józefowie odbyły się Mistrzostwami Polski Cheerleaders, podczas których wyłoniono Kadrę Narodową na Mistrzostwa Świata ICU World Cheerleading Championships 2023. W dniach 20-22 kwietnia w Orlando odbyły się Mistrzostwa Świata ICU. Polskę reprezentowało 36 zawodników i 6 trenerów. Debiutancki start w kategorii Cheer All Girls Youth Median L3 zakończył się pierwszym w historii brązowym medalem.
W czerwcu rozpoczęto cykl Pucharu Polski PZSC składający się z 4 turniejów – w Nowym Dworze Mazowieckim, Kamienicy, Busku Zdroju oraz Kielcach. Zwycięzcy otrzymali nominacje do Kadry Narodowej na Mistrzostwa Europy ICU 2023. W dniach 1-3 lipca w Atenach odbyły się Mistrzostwa Europy w Cheerleadingu ICU, na których Polskę reprezentowała Kadra złożona z 206 osób. Impreza zakończyła się 4 medalami w kategoriach: Senior Team Coed Elite L5 (srebro), Junior Team All Girl Advanced L4 (srebro), Junior Pom Double (brąz) oraz Senior Team All Girl Elite L5 (brąz).
We wrześniu Ministerstwo Sportu i Turystyki zatwierdziło program szkolenia dla klas sportowych, oddziałów sportowych oraz SMS „Let’s cheer” przygotowany dla Polskiego Związku Sportowego Cheerleadingu przez p. Annę Polatowską-Zegar oraz p. Annę Pękul. Dało to możliwość tworzenie klas sportowych o profilu cheerleading. 8 listopada w Warszawie odbyło się drugie szkolenie w ramach projektu „Cheerleading w Szkole” pod okiem Anny Polatowskiej-Zegar. Udział wzięło ponad 40-stu nauczycieli z całej Polski.
22 grudnia w Gminie Ustrzyki Dolne zostało podpisane porozumienie między Burmistrzem Bartoszem Romowiczem, a Prezesem PZSC Leszkiem Cichockim. Dokument dotyczył współdziałania w celu rozwoju cheerleadingu sportowego w Gminie Ustrzyki Dolne oraz programu stworzenia w szkołach mistrzostwa sportowego klas o profilu Cheerleading.
W ciągu roku przedstawiciele PZSC uczestniczyli także w konferencjach oraz szkoleniach organizowanych przez PKOl i Akademię Zarządzania Sportem oraz byli obecni na Walnym Zgromadzeniu Członków PKOL, ICU i ECU.

### Rok 2023
W dniach 22–25 marca w Raszynie odbyły się Mistrzostwa Polski w Cheerleadingu Sportowym. Udział wzięło 2571 zawodników z 73 klubów z całej Polski.
19 kwietnia po Ceremonii Otwarcia ICU Worlds 2023 w Orlando odbyło się spotkanie, na którym prezes ICU Jeff Webb wręczał nagrody dla organizacji krajowych oraz osób zasłużonych dla cheerladingu. PZSC otrzymał dwie nagrody – Sport Authority oraz Breakthrough Award – cheerleading. 22 kwietnia Prezes PZSC Leszek Cichocki został wybrany Członkiem Zarządu Polskiego Komitetu Olimpijskiego na Walnym Zgromadzeniu sprawozdawczo-wyborczym PKOI.
W maju rozpoczął się cykl Pucharu Polski PZSC składający się z 4 turniejów – w Raszynie, Błoniu, Busku Zdroju oraz Chęcinach. Została wyłoniona Kadra Polski na Mistrzostwa Europy 2024 oraz ICU ICC/IASF 2024.
Od 30 czerwca do 2 lipca odbyły się Mistrzostwa Europy ICU w Weronie. Kadrę Polski stanowiło 12 podmiotów – 11 drużyn i 1 duet. Pierwszy raz w historii Kadra Polski wywalczyła złoto dla zespołu w kategorii Junior Pom oraz 3 srebrne medale dla zespołów w konkurencjach Cheer.
4 września Polski Związek Sportowy Cheerleadingu we współpracy z Gminą Ustrzyki Dolne otworzył pierwszą w Polsce klasę sportową o profilu cheerleading.
25 września na warszawskim Torwarze odbyło się wydarzenie „Cheerleading to sport”. Uczestniczyło w nim ponad 600 uczniów z 15 szkół podstawowych i ponadpodstawowych z Warszawy, Skarżyska, Piaseczna i Błonia. Uczestnicy wzięli udział w zajęciach praktycznych z zakresu dywizji cheer oraz pom.
6-8 października w Seulu miał miejsce ICU World Cup 2023, na którym reprezentował Polskę 1 zespół i 1 duet. Rywalizacja zakończyła się brązowym medalem dla Polski.
2 grudnia w Łochowie odbyły się międzynarodowe zawody International Łochów Cup – ECU ECL 2023. Udział wzięło ok. 1200 zawodników z 11 państw.
W 2023 r. PZSC przystąpiło do programu Erasmus+ Sport. Dzięki niemu realizować będzie projekt pod nazwą „Wsparcie rozwoju pracowników sportowego cheerleadingu w Polsce”. Zakłada on po 2 wyjazdy szkoleniowe do Szwecji i Austrii w których wezmą udział działacze i trenerzy PZSC.